# Domovino moja (skladba)
»Domovino moja« je skladba ter tretji in zadnji single skupine September. Single je bil izdan leta 1978 pri založbi RTV Ljubljana.
| A stran | A stran                                                                   | A stran |
| Št.     | Naslov                                                                    | Dolžina |
| ------- | ------------------------------------------------------------------------- | ------- |
| 1.      | „Domovino moja‟ (Tihomir Pop Asanović/Janez Bončina/Tihomir Pop Asanović) | 3:56    |

| B stran | B stran                                                                            | B stran |
| Št.     | Naslov                                                                             | Dolžina |
| ------- | ---------------------------------------------------------------------------------- | ------- |
| 1.      | „Za tvoj rođendan‟ (Jadran Ogrin, Tihomir Pop Asanović/Janez Bončina/Jadran Ogrin) | 3:20    |

## Zasedba
September
- Janez Bončina Benč – solo vokal
- Tihomir Pop Asanović – klaviature
- Marjan Malikovič – kitare
- Jadran Ogrin – bas, vokal
- Braco Doblekar – tolkala, saksofon, vokal
- Nelfi Depangher – bobni, vokal